# Sacde
Sacde, formalmente Sociedad Argentina de Construcción y Desarrollo Estratégico, es una empresa argentina dedicada principalmente a la construcción de obras públicas y de infraestructura para las industrias del país relacionadas con la energía. Es una de las principales empresas argentinas de actividades integradas de ingeniería, construcción y servicios dueña de las áreas de energía, gas, petróleo, infraestructura de transporte y arquitectura. En marzo de 2017 fue comprada por el Grupo Emes (ex Grupo Dolphin) liderado por Marcelo Mindlin, y desde esa fecha es presidida por su hermano Damián Mindlin, quien también se desempeña como CEO de la compañía.

## Historia
Sacde (formalmente Sociedad Argentina de Construcción y Desarrollo Estratégico), originalmente llamada Iecsa S.A., es una empresa privada de la República Argentina, fundada el 11 de octubre de 1977 por Franco Macri como parte del holding controlado por la Familia Macri. La empresa se orientó principalmente al montaje de obras electromecánicas. En la década de 1990, Iecsa acompañó el proceso de privatizaciones generalizado llevado adelante por el presidente Carlos Menem y cambió radicalmente su ámbito de negocios, para convertirse en uno de los principales contratistas de obras de las empresas privatizadas.
La empresa se expandió a otros países sudamericanos, a través de Iecsa Sucursal Brasil, Civilia Engenharia Ltda (también en Brasil), Iecsa Sucursal Colombia. Iecsa Chile SA e Inversora Andina S.A. 
En 2017 el Grupo EMES, conformado por Marcelo Mindlin y sus socios, incorporan IECSA, Creaurban, Fidus SGR, concesiones viales y minera Geometales. Con la compra definida por el Grupo EMES, la constructora cambió su nombre a Sociedad Argentina de Construcción y Desarrollo Estratégico Sociedad Anónima (SACDE S.A.) y pasó a ser presidida por Damián Mindlin, quien también asumió el rol de CEO de la compañía y renovó todo el management.

## Controversias
En 2007, Mauricio Macri transfirió la empresa a su primo Ángelo Calcaterra, quien formó con la misma un grupo empresarial llamado ODS (Obras, desarrollos y servicios), asociado al Grupo Ghella de Italia y Odebrecht de Brasil. El Grupo ODS, por intermedio de sus empresas, se desarrolló por más de cuatro décadas en el sector de la construcción.  Hasta 2017, IECSA fue una de las empresas principales del Grupo Macri y ese año fue vendida al holding Pampa Energía, controlado por Marcelo Mindlin y Joe Lewis. En 2018, el que había sido presidente de IECSA, Ángelo Calcaterra, primo y socio de Mauricio Macri (Presidente de la Nación, 2015-2019), confesó como arrepentido en la llamada "causa de los cuadernos" que la empresa estaba involucrada en delitos de corrupción empresarial. Al mismo tiempo, Calcaterra acusó de corrupción a los ex presidentes Néstor Kirchner y Cristina Fernández de Kirchner y a la misma empresa de encabezar la mayoría de licitaciones de obras públicas, tanto en el ámbito nacional como en varias provincias, durante el gobierno de Mauricio Macri. 
Una investigación judicial llevada adelante por el fiscal Franco Picardi, como derivado del escándalo de corrupción del Caso Odebrecht, que involucró a IECSA, sostuvo a fines de 2018 que Calcaterra no había vendido realmente la empresa en 2017 a Mindlin, permaneciendo como propietario en las sombras de la empresa, al integrar la firma offshore Emes Energía Argentina LLC, con sede en Delaware. Desde SACDE, se desmintió categóricamente esa acusación, declarando: “SACDE informa que el 100% del paquete accionario de la empresa pertenece a Marcelo Mindlin, Damián Mindlin, Gustavo Mariani, Ricardo Torres y otros inversores financieros minoritarios sin relación a los anteriores accionistas, quienes a través de la sociedad inversora Emes Energía Argentina adquirieron la totalidad de las acciones de la ex empresa IECSA, a través de la compra de todas las acciones de Latifer y ODS, el 16 de marzo de 2017. En consecuencia, la empresa niega rotundamente que algún integrante de la gestión anterior conserve acciones de la actual SACDE, ni en forma directa ni a través de alguna sociedad o persona jurídica como fue mencionado en algunos medios”.  
La "causa de los cuadernos" aún no llegó a una resolución judicial, pero muchos empresarios involucrados (como Marcelo Mindlin) ya fueron sobreseídos.

## Áreas de negocio

### Energía
Sacde se especializa en la gestión de proyectos EPC (Engineering, Procurement and Construction), orientada a la elaboración de ingeniería de detalle, gestión integral de suministros y construcción de generación térmica, hidroeléctrica y renovable, líneas de transmisión de alta tensión y estaciones de transformación.
La empresa desarrollo los Parques Eólicos Pampa Energía II y Pampa Energía III, Y la Central Termoeléctrica Barragán la Central Hidroeléctrica El Tambolar.

### Gas, petróleo y petroquímica
En el sector de gas, petróleo y petroquímica, posee gasoductos y oleoductos, redes de distribución de gas y plantas de proceso de tratamiento primario, refino y petroquímica.

#### Obras ejecutadas
| Obra | Contratante                                                       |
| Gasoducto Troncales de la Pcia. de Córdoba. Primera Etapa Sistema Regional CENTRO II. Tramo: Loop Paralelo Oncativo - Río Tercero                                                                  | Ministerio de Agua, Ambiente y Energía de la Provincia de Córdoba |
| Gasoducto Troncales de la Pcia. de Córdoba. Primera Etapa Sistema Regional ESTE, Tramo: ESMO Ferreyra hasta Arroyito, con derivaciones y 6 instalaciones de superficie a lo largo de la traza.     | Ministerio de Agua, Ambiente y Energía de la Provincia de Córdoba |
| Gasoducto Troncales de la Pcia. de Córdoba. Segunda Etapa Sistema Regional ESTE Zona 4. Tramo: Arroyito - San Francisco, con derivaciones y 24 instalaciones de superficie a lo largo de la traza. | Ministerio de Agua, Ambiente y Energía de la Provincia de Córdoba |

#### Obras en ejecución (2019)
| Obra | Contratante                                  |
| Ampliación Sistema de Transporte y Distribución de Gas Natural Tramo Recreo - Rafaela - Sunchales. 119 km totales de hasta 12" de diámetro. La obra incluye una Estación de Separación y Medición (ESM) y Estaciones Reguladoras de Presión (ERP). | Ministerio de Minería y Energía de la Nación |
| Gasoducto Vaca Muerta Norte + Gasoducto Vaca Muerta Norte Extensión 90,15 km de longitud y 36" de diámetro; 25,28 km de longitud y 36" de diámetro.                                                                                                | TGS S.A.                                     |
| Gasoducto Vaca Muerta Sur (32,2 km de Longitud y 30" de diámetro) | TGS S.A.                                     |
| Gasoducto loop el Mangrullo, Vaca Muerta, de 18" de diámetro y 28,5 km de longitud - Provincia de Neuquén. | Pampa Energía S.A.                           |

### Infraestructura de transporte
Sacde ejecuta obras de rutas, autopistas, puentes, obras ferroviarias y obras de infraestructura portuaria. 
En enero de 2019 concluyó las obras de infraestructura en el tramo distribuidor "El Tropezón" de la avenida Circunvalación en la Ciudad de Córdoba. Estas obras habían sido adjudicadas a IECSA en 2016. Cuando el Grupo EMES compró la firma, Sacde se hizo cargo de la finalización de la obra. A su vez, continuó con la construcción de 2210 metros del Distribuidor Ruta Provincial Número 5.

#### Obras ejecutadas
| Obra | Contratante                          |
| Construcción de Autopista Pilar- Pergamino sobre la Ruta Nacional N°8 Tramo IIB - Arroyo A. de Giles (Pr 104,37) a Puente s/A° Gómez (Pr. 116,99)                     | Dirección Nacional de Vialidad (DNV) |
| Construcción de Autopista Pilar- Pergamino sobre la Ruta Nacional N°8 Tramo VIB - Pergamino                                                                           | Dirección Nacional de Vialidad (DNV) |
| Construcción de la Av. Circunvalación de la Ciudad de Córdoba Tramo: Distribuidor Ruta Provincial N°5 - Distribuidor El Tropezón Sección: PR. 33+250 hasta PR. 35+460 | Camino de las Sierras S.A.           |
| Construcción de la Av. Circunvalación de la Ciudad de Córdoba Tramo: Distribuidor El Tropezón - Avenida Spilimbergo Sección: "A" desde Pr. 41+700 hasta Pr. 44+380    | Camino de las Sierras S.A.           |

#### Obras en ejecución (2019)
| Obra | Contratante             |
| Construcción del Paseo de Bajo Tramo C- Trinchera Semicubierta Norte Obras Civiles de Infraestructura de la RER | Autopistas Urbanas S.A. |

### Arquitectura
La compañía realiza diferentes proyectos de recuperación, restauración y conservación de edificios emblemáticos y que son parte del patrimonio histórico.

#### Obras ejecutadas
| Obra | Contratante                                                        |
| Restauración y Puesta en Valor de los interiores de la Basílica de Nuestra Señora de Luján, Pcia. De Buenos Aires | Ministerio de Planificación Federal, Inversión Pública y Servicios |

#### Obras en ejecución (2019)
| Obra                                   | Contratante                       |
| Restauración Basílica de San Francisco | Secretaría de Obras Públicas CABA |